# Сарон (ЮАР)
Сарон (африк. и англ. Saron) — небольшой город на юго-западе Южно-Африканской Республики, на территории Западно-Капской провинции. Входит в состав района Кейп-Вайнлендс. Является частью местного муниципалитета Дракенстейн.

## Этимология
Поселение, из которого позднее вырос город, было основано в 1848 году как станция Рейнского миссионерского общества. Топоним происходит от названия долины Сарон (Шарон), расположенной в центральной части Израиля.

## Географическое положение
Город расположен в западной части провинции, к востоку от реки Берхрифир, на расстоянии приблизительно 75 километров (по прямой) к северо-северо-востоку (NNE) от Кейптауна, административного центра провинции. Абсолютная высота — 78 метров над уровнем моря.

## Климат
Климат города субтропический средиземноморский. Среднегодовое количество осадков — 501 мм. Наибольшее количество осадков выпадает в период с апреля по октябрь. Средний максимум температуры воздуха варьируется от 17,3 °C (в июле), до 30,4 °C (в феврале). Самым холодным месяцем в году является июль. Средняя минимальная ночная температура для этого месяца составляет 5,5 °C.

## Население
По данным официальной переписи 2001 года, население составляло 5997 человек, из которых мужчины составляли 45,39 %, женщины — соответственно 54,61 %. В расовом отношении цветные составляли 98,85 % от населения города, негры — 0,8 %, азиаты (в том числе индийцы) — 0,25 %, белые — 0,1 %. Наиболее распространёнными среди горожан языками были: африкаанс (99,4 %), английский (0,4 %) и коса (0,2 %).

Согласно данным, полученным в ходе проведения официальной переписи 2011 года, в Сароне проживало 7843 человека, из которых мужчины составляли 48 %, женщины — соответственно 52 %. В расовом отношении цветные составляли 97,28 % от населения города, негры — 1,85 %; азиаты (в том числе индийцы) — 0,23 %; белые — 0,08 %, представители других рас — 0,56 %. Наиболее распространёнными среди жителей города языками являлись: африкаанс (96,84 %), английский (0,96 %) и тсвана (0,32 %).

## Транспорт
К западу от города проходит региональное шоссе R44.